# Jorge Robles
Jorge Robles (Santa Cruz de la Sierra, Bolivia; 22 de mayo de 1968) es un periodista y presentador de televisión boliviano. 
Jorge Robles nació el 22 de mayo de 1968 en la ciudad de Santa Cruz de la Sierra. Comenzó sus estudios escolares en 1974, saliendo bachiller el año 1985 en su ciudad natal. Se graduó como periodista de profesión en 1991 de la Universidad Evangélica Boliviana.
En 1993, a sus 25 años de edad, Jorge Robles ingresa a trabajar al canal 9 Teleoriente como reportero junto a Carla Patricia Soria Galvarro. Trabajó también como presentador de noticias en la Red Unitel. 
En 1997, Jorge Robles contrajo matrimonio con Gaby Rubio Vaca con la cual tuvo 2 hijos; Mauricio Robles Rubio (nacido en 1998) y Andrés Robles Rubio (nacido en 2000).
Años después, ingresó al programa Estudio Abierto de la Red ATB al lado de los destacados periodistas Cayetano Llobet y Lorenzo Carri.
En la actualidad, Robles se desempeña como presentador de noticias en la Red PAT junto a los conductores Beatriz Baldiviezo y Claudia Torrez.
En agosto de 2017, a sus 49 años de edad, Jorge Robles sufrió un pre infarto cardiaco, siendo internado de urgencia en un hospital. Esto motivo que Robles se alejara momentáneamente de la televisión, pero volvería a los noticieros un tiempo después.